# Ісмаель Монтес
Ісмаель Монтес Гамбоа (ісп. Ismael Montes Gamboa; 5 жовтня 1861 — 16 жовтня 1933) — болівійський генерал і політичний діяч, двічі президент країни з 1904 до 1909 та з 1913 до 1917 року.

## Біографія
Народився в заможній родині землевласників у департаменті Ла-Пас 1861 року. Вивчав право. Брав участь у тихоокеанській війні проти Чилі. Був одним з найактивніших учасників громадянської війни 1899 року та був призначений на пост міністра оборони в адміністрації президента Хосе Мануеля Пандо.
Завчасно був обраний наступником Пандо та офіційно зайняв пост президента країни після перемоги на виборах 1904 року. Його перший термін виявився вдалим. Ліберальний уряд зробив значні інвестиції до розвитку інфраструктури країни, особливо щодо будівництва автомобільних шляхів та залізниць.
Монтесу, втім, довелось підписати ганебну мирну угоду з Чилі, за якою Болівія втратила вихід до моря в обмін на безглузді територіальні поступки й деяку суму грошей. Монтес вважав, що його країна в цьому питанні не мала вибору.
1908 року президентські вибори виграв офіційний кандидат від Ліберальної партії Фернандо Гуачалла, але той помер від хвороби, не дочекавшись церемонії інавгурації. Ця подія надала підстави Монтесу для скасування результатів виборів, оскільки той не надто довіряв віце-президенту Еуфроніо Віскаррі. Таким чином Монтес умовив Конгрес продовжити термін його повноважень ще на рік до проведення нових виборів. Через ці факти у Монтеса з'явилось багато ворогів, а його популярність почала знижуватись. Втім, це не завадило здобути перемогу на виборах довіреній особі президента Еліодоро Вільясону, який зайняв пост глави держави 1909 року.
Термін врядування Вільясона був відносно сприятливим та мирним (1909—1913), тож ліберали не втратили популярності. Це спонукнуло Монтеса балотуватись на пост президента під час виборів 1913 року. Він переміг, але другий його термін не був таким вдалим, як перший. Зросла опозиція з боку республіканців та консерваторів, почались заворушення серед селян та робітників, які вимагали більше прав. Тим часом, відбувалось погіршення економічного клімату, що було наслідком глобальної кризи у зв'язку з Першою світовою війною.
Монтес зміг утриматись до завершення терміну та 1917 року передав владу Хосе Гутьєрресу. Ісмаель Монтес залишався впливовою фігурою в політичному житті країни навіть після повстання 1920 року, в результаті якого до влади прийшла Республіканська партія. Помер у жовтні 1933 року.